# 緒方医学化学研究所
財団法人緒方医学化学研究所（おがたいがくかがくけんきゅうじょ、英: Ogata Institute for Medical and Chemical Research）は、1948年に血清学者の緒方富雄が設立した研究所である。旧名は、財団法人血清学振興会。公益法人法の改正にともない財団法人緒方医学化学研究所は2013年（平成25年）7月1日に解散した。
民法34条の規程により設立された財団法人であり、機関番号72653であった（主務官庁：文部科学省）。
医学、歯学、薬学、生物学関係の研究調査を主とし、1942年（昭和17年）に創刊された発行誌『医学と生物学』（Medical and Biology）は、アメリカ化学会（ACS）のケミカルアブストラクトにも編纂されており、国際的にも評価のある学術誌であった。
また、蘭学に関する調査研究においても有名であり、同研究所では杉田玄白、緒方洪庵、小石元瑞など、著名かつ貴重な数多くの蘭学文庫を所有していることでも有名であった。
所在地は、〒101-0031東京都千代田区東神田1-11-4であった（代表（理事長）：内藤修）。
なお、設立者の緒方富雄は、緒方洪庵（大阪大学の前身である適塾の校祖）の曾孫である。

## 概要
- 血清学の関係領域の基礎・応用の研究調査。
- 医学・歯学など幅広い分野の研究発表を行う。
- 蘭学に関する調査研究（蘭学文庫を所有）。

## 発行学術誌
- 月刊『医学と生物学』1942年（昭和17年)創刊（ISSN：0019-1604、国立国会図書館請求番号：Z19-100）
  - 『医学と生物学』（Medical and Biology）とは、（財）緒方医学化学研究所医学生物学速報会が発行していた月刊学術雑誌（A4判）である(平成25年6月号にて廃刊)。1942年（昭和17年)に創刊され、60年以上経過した現在も月刊で発行中であり、学術雑誌の大御所の一つである。医学、歯学、薬学などの基礎医学系から臨床医学系、社会医学など幅広い分野で活躍している数多くの第一線研究者が研究発表を行っており、アメリカ化学会（ACS）のケミカルアブストラクト（Chemical Abstracts）などにも掲載されており、国際的にも評価がある。なお、本誌は血清学専門雑誌ではない（詳細はHP参照）。本誌の購読には、同研究所主催の研究会（医学生物学速報会）に入会しなくてはならなかった。
  - 本誌最終ページでは、学術集会等の連絡ページとして開放されている（詳細は研究会事務局）。

## 蘭学文庫
（財）緒方医学化学研究所が1971年（昭和46年）に開設した文庫。前述したように、本研究所に設立者の緒方富雄は緒方洪庵の曾孫であり、蘭学関係の資料を数多く所有していた。その貴重な資料を整理、または購入により所蔵したものを一般に学術開放している（現在一時サービス停止中）。
所蔵書籍・保存ネガの主な著者は次の通り。杉田玄白、緒方洪庵、小石元瑞、石川大浪、青本周弼、菊池大麓、桂川甫賢、松本順筆など。

## 医学生物学速報会会費
- 個人会員 年額15,000円
- 臨時会員 3,000円
- 団体会員 年額18,000円
  - 臨時会員とは、個人会員ではないが本研究所が発行している学術誌「医学と生物学」の共著者として掲載する際に必要な会員である。年1回ならば、本研究所に入会することなく臨時会員として登録し、個人会員者と共に共著者として投稿することができる（詳細はHPの投稿規程を参照）。